# Giro dell'Umbria 1981
Il Giro dell'Umbria 1981, quarantesima edizione della corsa, si svolse il 20 settembre 1981. La vittoria fu appannaggio dell'italiano Francesco Moser il quale precedette lo svizzero Jean-Marie Grezet ed il connazionale Pierino Gavazzi.

## Ordine d'arrivo (Top 10)
| Pos. | Corridore                | Squadra              | Tempo |
| ---- | ------------------------ | -------------------- | ----- |
| 1    | Francesco Moser          | Famcucine-Campagnolo | ?     |
| 2    | Jean-Marie Grezet        | Cilo-Aufina          | ?     |
| 3    | Pierino Gavazzi          | Magniflex-Olmo       | ?     |
| 4    | Franco Conti             | Selle San Marco      | ?     |
| 5    | Gianbattista Baronchelli | Bianchi-Piaggio      | ?     |
| 6    | Daniel Gisiger           | Cilo-Aufina          | ?     |
| 7    | Giovanni Mantovani       | Hoonved-Bottecchia   | ?     |
| 8    | Ennio Vanotti            | Bianchi-Piaggio      | ?     |
| 9    | Luciano Rabottini        | Santini-Selle Italia | ?     |
| 10   | Alfredo Chinetti         | Inoxpran             | ?     |